# Štiavnik
Štiavnik (Hongaars:Trencsénselmec) is een Slowaakse gemeente in de regio Žilina, en maakt deel uit van het district Bytča.

## Bevolking
Štiavnik telde 4.034 inwoners op 31 december 2020. Dit waren 32 mensen minder dan 4.066 inwoners in de volkstelling van 2011. De jaarlijkse bevolkingsgroei komt hiermee uit op −0,08%.